# John-David Francis Bartoe
John-David Francis Bartoe (* 17. November 1944 in Abington, Pennsylvania) ist ein US-amerikanischer Astrophysiker. Er hat 1985 als Nutzlastspezialist an einem Raumflug des Space Shuttles teilgenommen, war jedoch kein Berufsastronaut der NASA. Bartoe ist verheiratet und hat drei Kinder.
Bartoe schloss im Jahre 1966 sein Studium der Physik an der Lehigh University mit einem Bachelor ab, dem ein Master in Physik von der Georgetown University im Jahre 1974 folgte. Zwei Jahre später promovierte er in Physik ebenfalls an der Georgetown University. Bartoe ist derzeit Manager für die Internationale Raumstation (ISS) am Johnson Space Center der NASA.
Von 1966 bis 1988 war Bartoe als Astrophysiker beim Naval Research Laboratory in Washington beschäftigt und veröffentlichte in dieser Zeit über 60 Arbeiten im Bereich Sonnenphysik. Vor seiner derzeitigen Position war Bartoe zwischen 1987 und 1990 Chef-Wissenschaftler der Raumstation und danach für vier Jahre Direktor für Betrieb und Nutzung im ISS-Büro des NASA-Hauptquartiers.

## STS-51-F
Bartoe flog als ziviler Nutzlastspezialist der US-Marine an Bord der Challenger auf der Space-Shuttle-Mission STS-51-F, die zwischen dem 29. Juli und 6. August 1985 als Spacelab 2-Miossion stattfand. Er untersuchte dort zusammen mit anderen Wissenschaftlern astrophysikalische Fragen. Es war der erste Flug des europäischen Raumlabors ohne Druckmodul – die Experimente, in der Hauptsache in den Disziplinen Astronomie und Astrophysik, waren dabei auf drei Paletten im Laderaum der Challenger installiert. Die Besatzung arbeitete im Zwei-Schicht-Betrieb, um eine möglichst hohe Ausnutzung der für die Experimente zur Verfügung stehenden Zeit zu erzielen.
Die American Radio Relay League und die Radio Amateur Satellite Corp. starteten bei dieser Mission ein Shuttle Amateur Radio Experiment (SAREX) mit „Amateurfunkern“ auf der Erde. Das Radio- und TV-Experiment wurde von der NASA gesponsert. Bartoe, selbst Funkamateur, unterhielt sich von der Challenger aus mit Funkamateuren über ein Handfunkgerät.

## STS-71-O
Diese Mission mit der Raumfähre Columbia hätte am 28. September 1987 die STS-71-O/Sunlab-1-Spacelab-Mission ins All bringen sollen. Nach der Challenger-Katastrophe wurde der Flug abgesagt. Zur Mannschaft hätten auch die Nutzlastspezialisten George Simon sowie einer der zwei weiteren Nutzlastspezialisten John-David Bartoe und Dianne Prinz gehört.

## STS-35
Das Space Shuttle Columbia startete am 2. Dezember 1990 zur Mission STS-35/Astro-1. Das war der erste Shuttle-Flug, der ausschließlich der Astronomie gewidmet wurde. Ersatz-Nutzlastspezialist waren John-David Bartoe und Kenneth Nordsieck.

### Zusammenfassung
| Nr. | Mission  | Funktion           | Flugdatum                 | Flugdauer    |
| --- | -------- | ------------------ | ------------------------- | ------------ |
| 1   | STS-51-F | Nutzlastspezialist | 29. Juli – 6. August 1985 | 7d 22h 45min |

## Auszeichnungen
- NASA Exceptional Achievement Medal
- Navy Distinguished Civilian Service Award
- Flight Achievement Award of the American Astronautical Society
- NASA Space Flight Medal
- NASA Skylab Achievement Award